# Elba de Pádua Lima

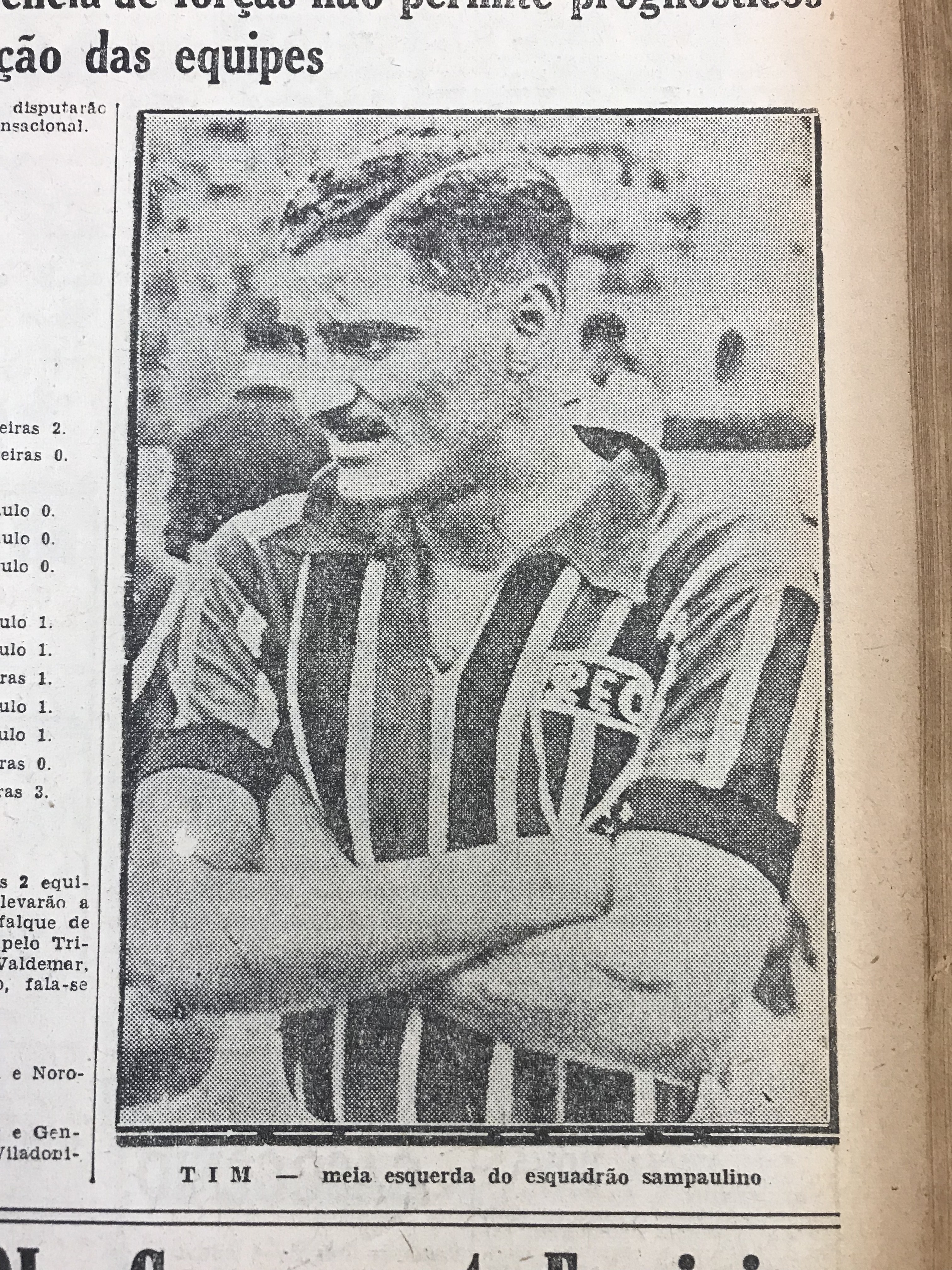
Ella de Pádua Lima en un diari de 1944.

Elba de Pádua Lima, conegut com a Tim, (20 de febrer de 1915 - 7 de juliol de 1984) fou un futbolista brasiler i entrenador.

## Trajectòria
Pel que fa a clubs, destacà a Botafogo-SP, Portuguesa Santista, Fluminense, i Olaria; guanyant cinc campionats de Rio (1936, 1937, 1938, 1940, 1941). Es retirà a Atlético Junior de Barranquilla. Va formar part de l'equip brasiler a la Copa del Món de 1938.
Posteriorment fou entrenador a la selecció del Perú al Mundial 1982. També entrenà a Bangu In 1968, he was Primera División Argentina i San Lorenzo de Almagro.

## Palmarès

### Jugador
Fluminense
- Campionat carioca (5): 1936, 1937, 1938, 1940, 1941

### Entrenador
Fluminense
- Campionat carioca (1): 1964
- Taça Guanabara (1): 1966

Bangu
- International Soccer League (1): 1960

San Lorenzo
- Lliga argentina de futbol: 1968

Vasco da Gama
- Campionat carioca (1): 1970

Coritiba
- Campeonato Paranaense (2): 1971, 1973
- Torneio do Povo (1): 1973